# Jules Ferrette
Jules Raymond Ferrette ou Jules Ferrette, também escrito Julius Ferrette (Épinal, 22 de abril de 1828 - Genebra, 10 de outubro de 1903 ou 1904) foi um ex-padre católico romano, ex-missionário presbiteriano e episcopus vagans.

## Biografia
Ferrette nasceu em Épinal, França, de pais protestantes. Ferret se converteu ao Catolicismo Romano durante sua juventude, depois ingressou na Ordem Dominicana em 1851, onde recebeu o nome religioso de Raymond. Posteriormente, estudou filosofia e teologia em Grenoble e Paris, e foi ordenado sacerdote em 2 de junho de 1855.
Ele foi um missionário dominicano na Mesopotâmia e no Curdistão de setembro a junho de 1856, mas depois apostatou de sua fé católica romana.
Jules tornou-se ministro presbiteriano e missionário. Ele trabalhou com a Missão Presbiteriana Irlandesa em Damasco de 1858 a 1865, e ajudou a Missão de Frederick Hamilton-Temple-Blackwood aos cristãos pobres do Monte Líbano de 1860 a 1862.
Ele afirma que foi consagrado como Bispo de Iona e suas dependências por Mutran Boutros (mais tarde Patriarca Siríaco Ortodoxo de Antioquia com o nome de Inácio Pedro IV) em Homs (Emesa) em 2 de junho de 1866, que supostamente estava agindo solus e teria dado a Ferrette a missão de introduzir a Ortodoxia Oriental no Ocidente. Nenhum documento original desta suposta consagração é conhecido. Ferrette publicou o que alegou ser uma tradução em inglês de seu documento de consagração síria depois que chegou a Londres.
Em Oxfordshire, em 1858, Richard Williams Morgan, um padre anglicano, foi condicionalmente "batizado, confirmado, ordenado e consagrado" Patriarca da Antiga Igreja Britânica por Ferrette, e dado a ele o título completo Mar Pelagius I, Hierarca de Caerleon- em-Usk.
Ele morreu em Genebra em 1903 ou em 1904.